# Diribitorium
Diribitorium var en offentlig lokal för rösträkning på Marsfältet i antikens Rom. Diribitorium kommer av latinets diribitor, ”sorterare och räknare av rösttavlor”. Byggnaden påbörjades av Agrippa, men den invigdes av Augustus år 7 f.Kr.
Diribitorium, som var belägen vid Saepta Iulia, eldhärjades år 80 e.Kr.